# Punt únic de fallada

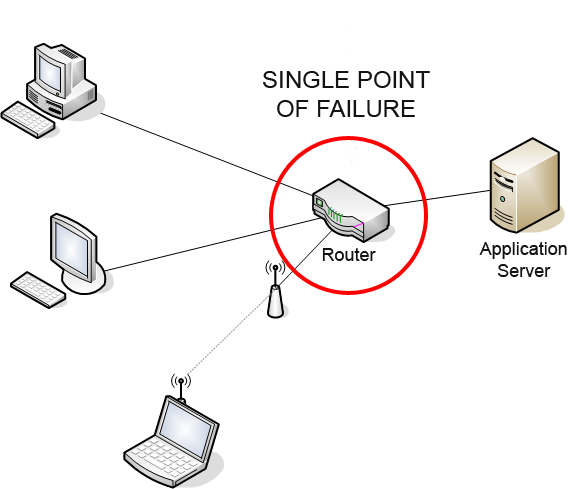
En aquest diagrama, l'encaminador és un punt únic de fallada de la xarxa de comunicació que hi ha entre els ordinadors

Un punt únic de fallada (en anglès single point of failure, abreujat SPOF) és una part d'un sistema que, quan falla, atura el funcionament de tot el sistema. Els punts únics de fallada s'han d'evitar en els sistemes que pretenguin tenir una alta disponibilitat o fiabilitat, ja siguin una pràctica de negoci, una aplicació de programari o qualsevol altre sistema industrial.
Per identificar els punts únics de fallada cal trobar, en un sistema complex, els components crítics que provocarien una fallada total del sistema en cas d'avaria. Els sistemes fiables es caracteritzen per no dependre de cap component així.
Els sistemes es poden enrobustir afegint-hi redundància a tots els punts únics de fallada. Per exemple, si l'amo d'un petit negoci de gestió de residus vegetals només té una bio-trituradora, quan se li espatlla, no pot acabar la feina que hi estava realitzant i potser ha de cancel·lar les feines futures fins a adquirir la peça de recanvi. Per afegir redundància al negoci, ho pot fer a diversos nivells: pot tenir preparades peces de recanvi per poder reparar la bio-trituradora tan bon punt s'espatlli, o (a un nivell més alt) pot tenir una segona bio-trituradora de recanvi que pot portar al lloc de la feina, o finalment (al nivell més alt) pot tenir prou equipament disponible per substituir-ho completament tot al lloc de la feina en cas de diverses fallades.

Punts únics de fallada (SPOF) d'un sistema.
Correcció d'alguns punts amb redundància.
Correcció total amb un sistema totalment redundant.